# PZL.23 Karaś
Le PZL P.23 Karaś (Carpe dorée) est un avion d'assaut polonais ayant été en service principalement pendant la Seconde Guerre mondiale. Ce modèle équipe 12 détachements au moment de l'invasion allemande en septembre 1939 et se révélera une arme très efficace pour le bombardement tactique et l'attaque au sol.

## Conception
Le projet naquit en 1932 et le prototype vola en août 1934 après une mise au point laborieuse. Le P.23 est un monoplan à ailes basses, tout en métal avec un train fixe et un moteur en étoile avec une mitrailleuse en tourelle et une autre sous le fuselage dans l'habitacle de l'observateur.
250 exemplaires furent construits environ pour l'aviation polonaise et la Bulgarie en commanda 30 autres. 114 appareils étaient en ligne le 1er septembre 1939. Environ 65 furent détruits par la chasse allemande, 45 le furent par pannes ou atterrissages forcés. De conception ancienne, il n'était pas de taille face aux Me 109 et Me 110 allemands.

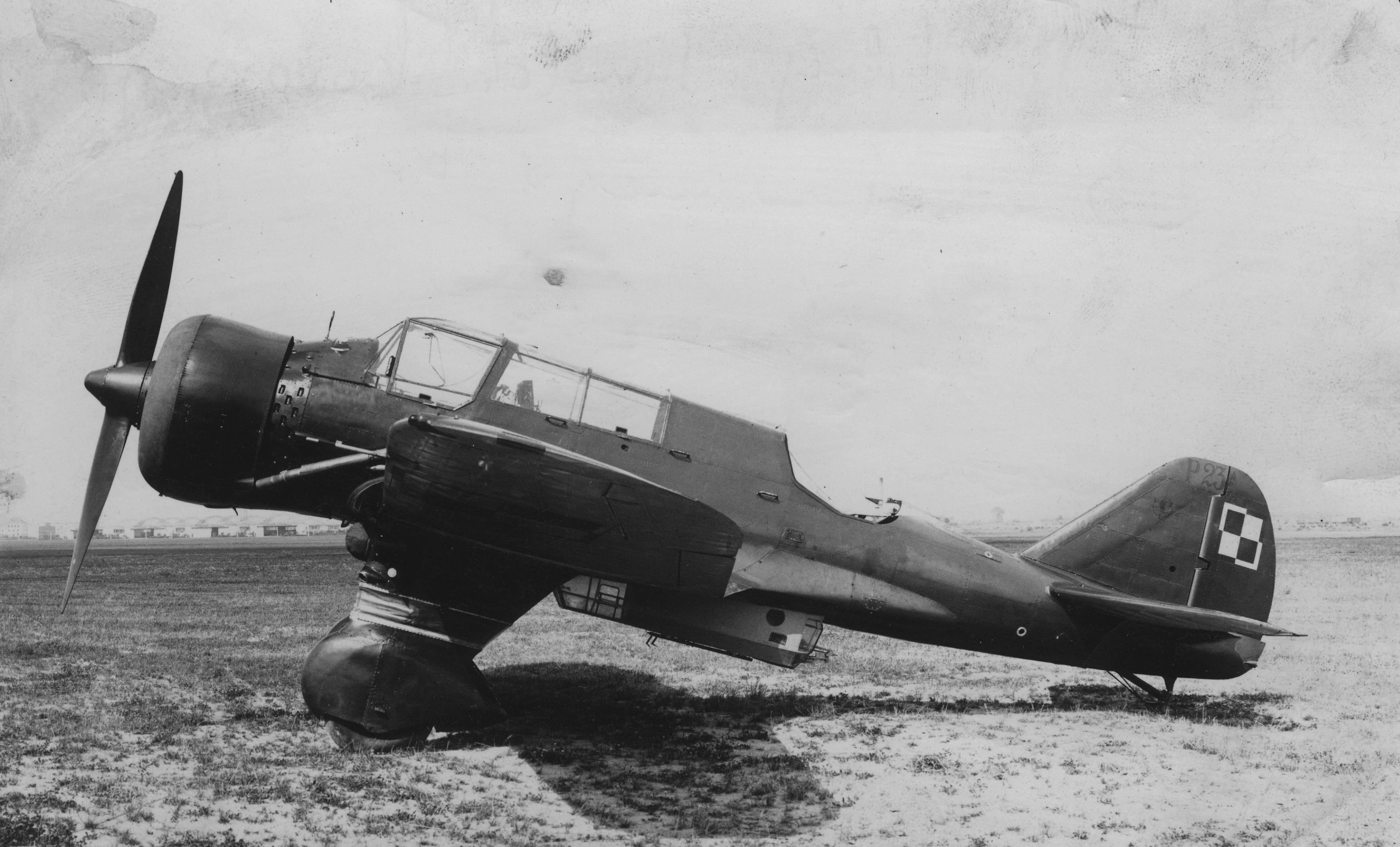
PZL.23A en Pologne

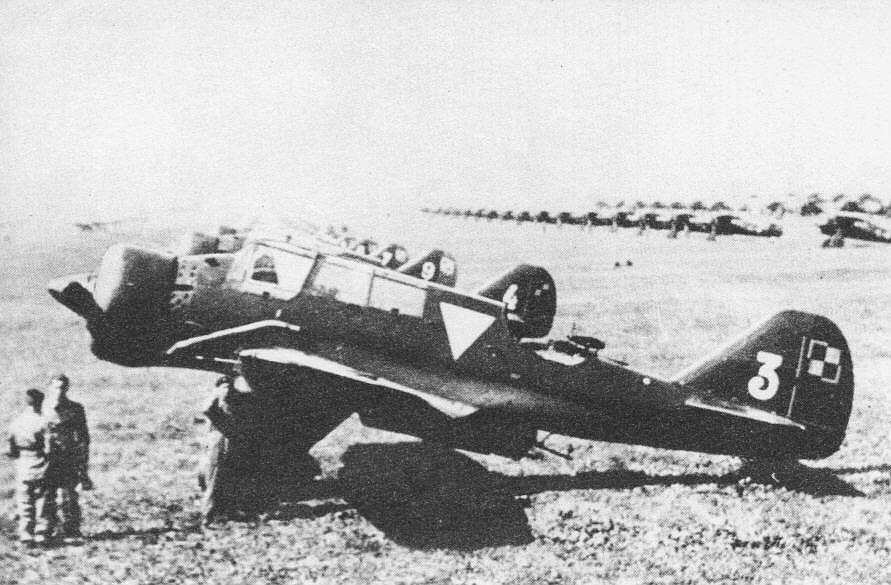
PZL.23A Karaś sur l'aéroport de Varsovie avec les escadres de PZL P.11 et PZL P.7.

## voir aussi

### Aéronefs comparables
- PZL.42 (pl)
- PZL.43 Karaś
- PZL.46 Sum